# Дудінов Денис Олександрович
Денис Олександрович Дудінов — старший лейтенант підрозділу Національної гвардії України, учасник російсько-української війни, який загинув під час російського вторгнення в Україну.

## Життєпис
Народився 10 грудня 1990 року в м. Донецьку.
На момент російського вторгнення в Україну проходив службу в ОЗСП «Азов» на посаді заступника командира 1-го батальйону оперативного призначення по роботі з особовим складом ОЗСП «Азов».
Загинув 20 березня 2022 року в боях з російськими окупантами під час оборони м. Маріуполя — не міг залишити протитанковий гранатомет під час ворожого авіаудару.
Мав старшого на 8 років брата Дмитра Голіцина, котрий також загинув на війні у 2014 році. Нас час смерті обом було по 32 роки.

## Нагороди
- орден «За мужність» III ступеня (2022, посмертно) — за особисту мужність і самовіддані дії, виявлені у захисті державного суверенітету та територіальної цілісності України, вірність військовій присязі, зразкове виконання службового обов'язку.